# Henry Chandler Egan

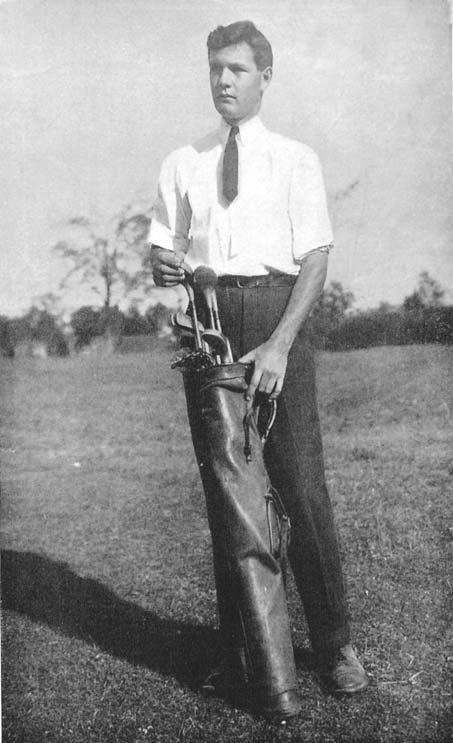
Foto de 1905 del golfista en uno de los torneos previos a las olimpiadas.

Henry Chandler Egan (Chicago, Illinois, Estados Unidos, 21 de agosto de 1884 - Everett, Washington, Estados Unidos, 5 de abril de 1936) fue un golfista estadounidense ganador de dos medallas olímpicas, una de oro y otra de plata.
Perdió la medalla de oro individual contra el canadiense George Lyon en los Juegos Olímpicos de San Luis 1904.
Más tarde se dedicó a diseñar campos de golf en la Costa Oeste de los Estados Unidos.